# San Rocco al Porto
San Rocco al Porto é uma comuna italiana da região da Lombardia, província de Lodi, com cerca de 3.249 habitantes. Estende-se por uma área de 30 km², tendo uma densidade populacional de 108 hab/km². Faz fronteira com Fombio, Santo Stefano Lodigiano, Calendasco (PC), Guardamiglio, Piacenza (PC).

## Demografia
| Variação demográfica do município entre 1861 e 2011                               |
|                                                                                   |
| Fonte: Istituto Nazionale di Statistica (ISTAT) - Elaboração gráfica da Wikipedia |

## Pessoas notáveis
- Domingos Maria Mezzadri † (bispo de Chioggia de 1920 até 1936)